# Tombeau d'Eurysacès
Le tombeau d'Eurysacès est un monument funéraire érigé à proximité immédiate et à l'extérieur de la porte Majeure, à Rome, en l'honneur du boulanger Eurysacès ou Eurysace et de son épouse Atistia, vers 30 av. J.-C.

## Archéologie
Le monument fut redécouvert en 1838, sous un bastion défensif du temps d'Honorius, lorsque le pape Grégoire XVI a voulu rendre au paysage son aspect de l'époque d'Aurélien. La tombe s'est alors révélée être celle d'un boulanger nommé Eurysacès, vraisemblablement un affranchi ayant fait fortune, et de sa femme.
C'est un édifice de forme trapézoïdale, constitué de travertin, avec des éléments décoratifs évoquant des mesures à grain ou des récipients pour la fabrication du pain sur les trois côtés subsistants, avec l'inscription répétée : « Est hoc monumentum Marcei Vergilei Eurysacis pistoris, redemptoris, apparet[oris] // Est hoc monimentum Marci Vergili Eurysac[is] » (Ce tombeau est celui de Marcus Virgilius Eurysaces, boulanger, entrepreneur et "appariteur"), dont il apparaît que le boulanger était un fournisseur officiel exerçant probablement des fonctions subalternes auprès d'un magistrat, d'un prêtre ou de quelque personnage d'importance,.
La profession d'Eurysace est confirmée par l'urne en forme d'auge à pain (conservée au Musée national des Thermes de Dioclétien) contenant les cendres de son épouse et par la frise sculptée en bas-reliefs qui ceint la partie supérieure du monument, montrant les différentes opérations de fabrication du pain : pesée et mouture du grain, tamisage de la farine, pétrissage de la pâte, découpe et cuisson des pains,.

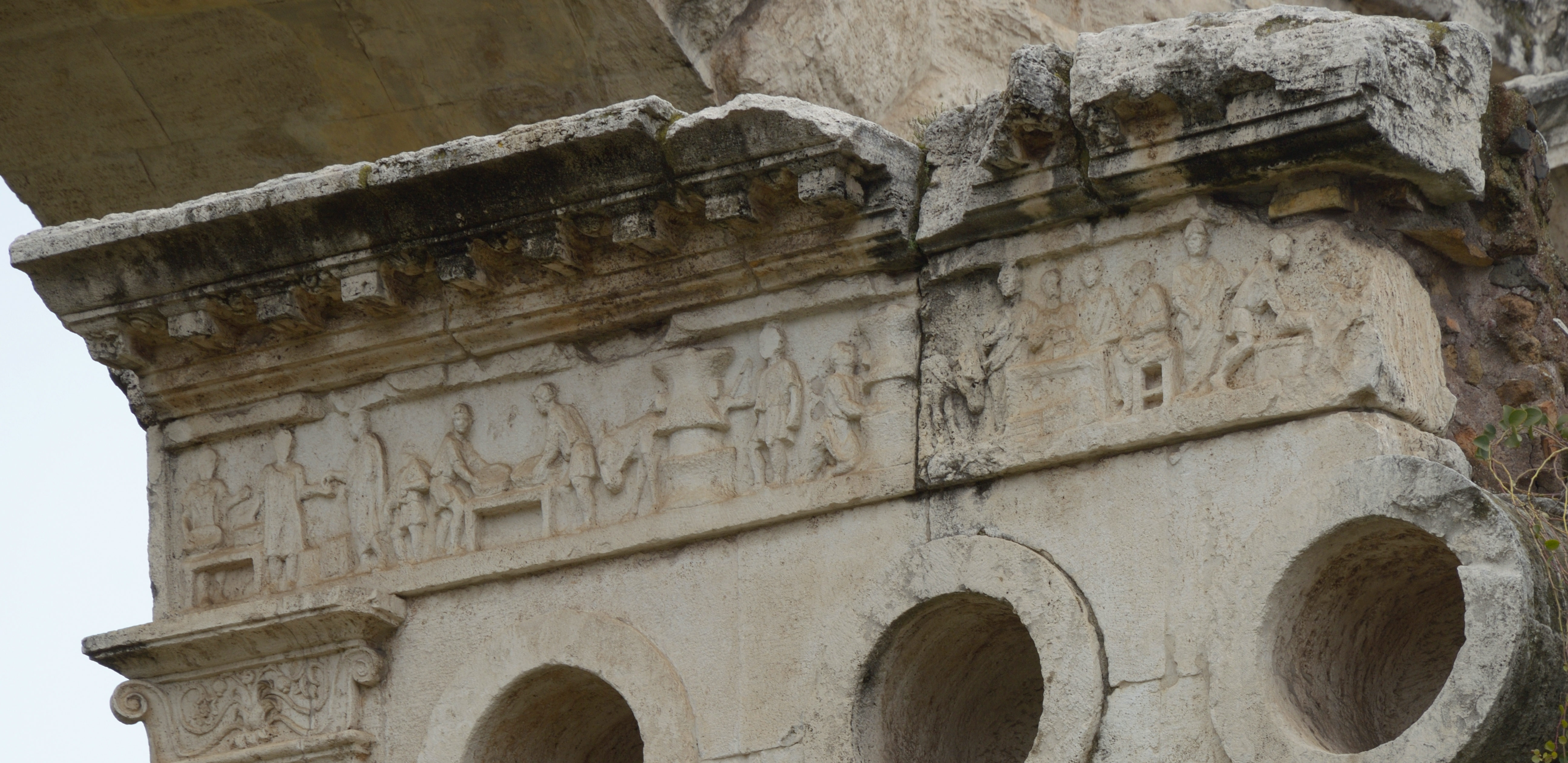
Bas-reliefs montrant la fabrication du pain

La scène en relief, actuellement conservée aux Musées capitolins, montrant les époux, était très certainement plaquée sur le côté oriental non conservé du monument. La base porte une inscription moderne relatant les circonstances de la découverte du tombeau et sa restauration.